# 李昇 (編劇)
李昇（？—），原名李樹昇，男，香港编剧，主要合作导演为邱礼涛。

## 电影編劇
- 葉問前傳（2010）
- 失眠（2017）
- 洩密者（2018）
- 掃毒2天地對決（2019）
- 拆彈專家2（2020）[1]
- 海關戰線（2024）

## 電視劇編劇
- 青春本我（2021）